# Besart Abdurahimi
Besart Abdurahimi (makedonskou cyrilicí Бесарт Абдурахими; * 31. červenec 1990 Záhřeb) je severomakedonský fotbalista a bývalý makedonský reprezentant.

## Klubová kariéra
Hrával za Záhřeb, Hapoel Tel Aviv, Lokeren, Astana, Cerezo Ósaka.

## Reprezentační kariéra
Besart Abdurahimi odehrál za makedonský národní tým v letech 2014–2015 celkem 11 reprezentačních utkání.

## Statistiky
| Makedonie | Makedonie | Makedonie |
| Roky      | Záp.      | Góly      |
| --------- | --------- | --------- |
| 2014      | 5         | 1         |
| 2015      | 6         | 0         |
| Celkem    | 11        | 1         |